# Krivaja (folyó, Bosznia-Hercegovina)
A Krivaja folyó Bosznia-Hercegovina középső részén, a Boszna jobb oldali mellékfolyója.

## Földrajzi jellemzői
A Bioštica és a Stupčanica összefolyásával keletkezik Olovo városnál. Hossza 101 km. Zavidovićinél ömlik a Boszna folyóba. A Krivaja (a.m. kanyargós) tiszta vizű, halban gazdag folyó. A kenu és a tutajozás szerelmesei találkoznak itt minden tavasszal.